# Mocsi járás
A Mocsi járás a Magyar Királyság megszűnt közigazgatási egysége, amely Kolozs vármegye része volt, Mócs székhellyel. Területe jelenleg Romániában, Kolozs megyében fekszik.

## Fekvése

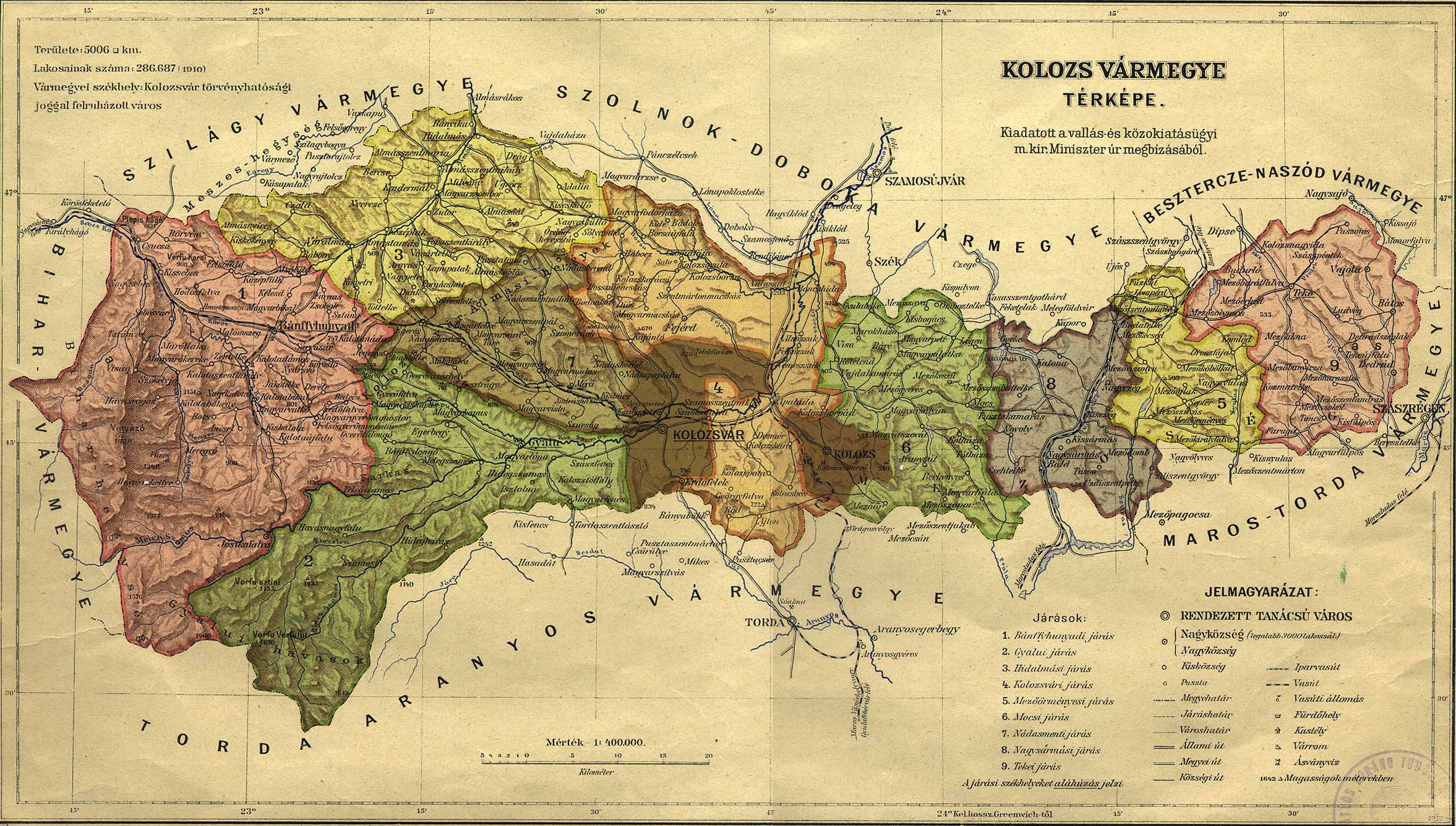
Kolozs vármegye közigazgatási térképe 1917-ből

A Mocsi járás Kolozs vármegye központi részén, a megye északi határától a déliig terült el. Nyugaton a Kolozsvári járás, északon Szolnok-Doboka vármegye, keleten a Nagysármási járás, délen Torda-Aranyos vármegye voltak a szomszédai. A járási székhely Mócs a járás keleti részén található.

## Története
1857-ben 29 község alkotta és a Dézsi kerülethez tartozott.
1920 és 1925 között tizennyolc településsel a romániai Kolozs megyéhez (Județul Cojocna) tartozott Plasa Mociu néven. 1925-ben tizennégy község alkotta, székhelye továbbra is Mócs volt. 1930-ban huszonnyolc település tartozott hozzá. A második bécsi döntést követően, 1942-ben 16 településsel Kolozs-Torda megye része volt, a második világháborút követően, 1948-ban 11 községgel Kolozs  megyéhez tartozott.

## Lakossága
1910-ben 21 451 lakosa volt, ebből 10 322 görögkatolikus, 4738 görögkeleti, 4504 református, 792 unitárius, 570 római katolikus, 513 izraelita, 12 evangélikus. A lakosság 68,0%-a román, 28,9%-a magyar, 0,5%-a német, 2,6%-a más anyanyelvű volt.

## Települései
Az 1913-as helységnévtár szerint a járást nyolc körjegyzőségben huszonnégy község alkotta:
| körjegyzőség       | település     | lélekszám |
| ------------------ | ------------- | --------- |
| Gyulatelkei kj.    | Gyulatelke    | 528       |
| Gyulatelkei kj.    | Marokháza     | 477       |
| Gyulatelkei kj.    | Visa          | 617       |
| Magyarfrátai kj.   | Aranykút      | 1035      |
| Magyarfrátai kj.   | Berkenyes     | 719       |
| Magyarfrátai kj.   | Magyarfráta   | 2262      |
| Magyarkályáni kj.  | Báré          | 835       |
| Magyarkályáni kj.  | Kötelend      | 897       |
| Magyarkályáni kj.  | Magyarkályán  | 1268      |
| Magyarpalatkai kj. | Légen         | 454       |
| Magyarpalatkai kj. | Magyarpalatka | 1268      |
| Magyarpalatkai kj. | Magyarpete    | 270       |
| Magyarszováti kj.  | Magyarszovát  | 2216      |
| Magyarszováti kj.  | Mezőgyéres    | 468       |
| Magyarszováti kj.  | Vajdakamarás  | 1147      |
| Mezőszavai kj.     | Kisbogács     | 240       |
| Mezőszavai kj.     | Mezőszava     | 514       |
| Mezőszavai kj.     | Omboztelke    | 411       |
| Mezőszopori kj.    | Mezőőr        | 1078      |
| Mezőszopori kj.    | Mezőszopor    | 914       |
| Mocsi kj.          | Botháza       | 497       |
| Mocsi kj.          | Mezőkeszü     | 682       |
| Mocsi kj.          | Mócs          | 2229      |
| Mocsi kj.          | Tótháza       | 428       |